# Chen Xilu
Mattia Chen Xilu, auch Mathias Chen Xilu, (chinesisch 陈锡禄, Pinyin Chén Xīlù; * 6. Februar 1928 in Ji, Provinz Hebei, Republik China; † 16. Januar 2008 in Hengshui, Volksrepublik China) war römisch-katholischer Bischof von Hengshui in Hebei, China. Er verbrachte 20 Jahre wegen seines Glaubens in chinesischen Gefängnissen und Arbeitslagern.

## Leben
Mattia Chen Xilu entstammte einer seit Generationen katholischen chinesischen Familie. Er ließ sich zunächst zum Lehrer für die Grundschule ausbilden, trat aber 1950 in das Priesterseminar des Bistums Shanghai ein. Offiziell studierte er während seiner Priesterausbildung Medizin. 1955 empfing er die Priesterweihe durch den Bischof von Shanghai Ignatius Kung Pin-Mei.
Er war anschließend offiziell als Arzt sowie parallel als Seelsorger in der katholischen Untergrundkirche tätig. In China wird die katholische Kirche staatlich reglementiert; die Anerkennung der römisch-katholischen Kirche unter päpstlicher Autorität ist untersagt. 1951 wurden auf staatliche Anordnung die Beziehungen zum Vatikan abgebrochen.
Mattia Chen Xilu wurde erstmals 1958 inhaftiert und zu sieben Jahren Gefängnis und drei Jahren Arbeitslager verurteilt. Nach seiner Freilassung 1969 wurde er wieder verhaftet und weitere zehn Jahre in einem Arbeitslager inhaftiert. Nach seiner Freilassung 1979 war er als Englischlehrer tätig, im Untergrund wirkte er als Priester. Erst ab 1980 konnte er seinem Priesteramt in der Öffentlichkeit nachgehen; er gründete zudem die Augenklinik, das Catholic Xi Lu Optical und praktizierte dort. Er war Generalvikar von Hengshui und wurde 1996 von Papst Johannes Paul II. zum Koadjutor von Bischof Pietro Fan Wenxing ernannt. 1999 wurde er Nachfolger von Pietro Fan Wenxing im Amt des Bischofs von Hengshui.
Nach Hirnblutungen im Jahre 2002 lag er bis zu seinem Tode in einem Koma. Seit Anfang 2004 führte Pietro Feng Xinmao das Bistum als Koadjutor.